# Брыка, Елена Антоновна
Елена Антоновна Брыка (17 марта 1914 года, село Татаринцы, Проскуровский уезд, Подольская губерния — 20 сентября 1980 года, село Правдовка, Ярмолинецкий район, Хмельницкая область, Украинская ССР) — звеньевая колхоза имени Хрущёва Ярмолинецкого района Каменец-Подольской области, Украинская ССР. Герой Социалистического Труда (1948).

## Биография
Родилась 17 марта 1914 года в крестьянской семье в селе Татаринцы (сегодня — Правдовка Ярмолинецкого района). До начала Великой Отечественной войны трудилась в местном колхозе. После войны работала в колхозе имени Хрущёва (позднее — колхоз имени «Ленинской правды») Ярмолинецкого района. Была назначена звеньевой полеводческого звена.
В 1947 году звено Елены Брыки получило в среднем по 30,5 центнеров пшеницы на участке площадью 8 гектаров. Указом Президиума Верховного Совета СССР от 16 февраля 1948 года «за получение высоких урожаев пшеницы, ржи, кукурузы и сахарной свёклы, при выполнении колхозом обязательных поставок и натуроплаты за работу МТС в 1947 году и обеспеченности семенами зерновых культур для весеннего сева 1948 года» удостоена звания Героя Социалистического Труда с вручением ордена Ленина и золотой медали «Серп и Молот».
После выхода на пенсию проживала в родном селе, где скончалась 20 сентября 1980 года.